# Filippo Aglialoro
Filippo Aglialoro (* 2. Dezember 1900 in Ventimiglia di Sicilia, Italien; † 4. Februar 1988) war ein italienischer Geistlicher und römisch-katholischer Weihbischof in Palermo.

## Leben
Filippo Aglialoro empfing am 14. April 1923 das Sakrament der Priesterweihe. 
Am 5. Oktober 1957 ernannte ihn Papst Pius XII. zum Titularbischof von Germa in Galatia und zum Weihbischof in Palermo. Der Erzbischof von Palermo, Ernesto Kardinal Ruffini, spendete ihm am 30. November desselben Jahres die Bischofsweihe; Mitkonsekratoren waren der Erzbischof von Monreale, Francesco Carpino, und der Bischof von Mazara del Vallo, Gioacchino Di Leo.
Aglialoro nahm an allen vier Sitzungsperioden des Zweiten Vatikanischen Konzils teil. Papst Paul VI. nahm am 9. Februar 1977 das von Filippo Aglialoro vorgebrachte Rücktrittsgesuch an.